# ジーザス・ワズ・ア・クロス・メイカー
「ジーザス・ワズ・ア・クロス・メイカー」（Jesus Was a Cross Maker）は、ジュディ・シルが1971年に発表した楽曲。シルのデビュー・シングルであるとともに、アサイラム・レコードの第1弾シングルでもあった。

## 概要
ジュディ・シルは1960年の後半から、クロスビー&ナッシュやキャット・スティーヴンス、ゴードン・ライトフット、トム・パクストンらのコンサートのオープニングアクトを務めるようになった。やがてデヴィッド・ゲフィンと出会い、ゲフィンが設立したアサイラム・レコードと契約。同レーベルの最初のアーティストしてデビューすることとなった。
「ジーザス・ワズ・ア・クロス・メイカー」はJ.D.サウザーとのロマンスから生まれた作品だと言われている。ヘンリー・レヴィー、ガレージロック・バンド「The Leaves」のジョン・ベック、ジム・ポンズらによってアルバムの制作が始まるが、ラジオにかかることを目的としてシングルに選ばれた本作品はグレアム・ナッシュがプロデューサーを務めた。ナッシュはまたオルガンも担当している。
1971年9月、ファースト・アルバム『Judee Sill』が発表。同年10月、シングルA面として発売された。レコード番号は「AS-11000」。
2003年にライノから出たファースト・アルバムの再発盤に、1971年10月ボストン公演のライブ音源と、デモ・バージョンが収録された。
2007年発売のコンピレーション・アルバム『Live In London: The BBC Recordings 1972-1973 』にライブ・バージョンが2バージョン収録されている。

## カバー・バージョン
- キャス・エリオット - 1972年のアルバム『Cass Elliot』に収録。
- ホリーズ - 1972年のアルバム『Romany』に収録。
- ジュディ・ツーク - 1991年のアルバム『Left Hand Talking』に収録。
- ウォーレン・ジヴォン - 1995年のアルバム『Mutineer』に収録。
- リンダ・ロンシュタット - 1999年のコンピレーション・アルバム『The Linda Ronstadt Box Set』に収録。「Jesus was a cross maker」と歌わず、「Bandit and a heart breaker」を2回続けて歌うため、タイトルは「Bandit and a Heart Breaker」と表記されている。録音は1985年。
- レイチェル・ヤマガタ - 2005年公開の映画『エリザベスタウン』のサウンドトラック・アルバム『Elizabethtown』に収録。
- BRAHMAN - 2013年のアルバム『超克』に収録。